# Grzegorz Rąkowski
Grzegorz Rąkowski (ur. 1954) – polski biolog, podróżnik, krajoznawca, doktor, pracownik naukowy Instytutu Ochrony Środowiska. Autor licznych książek o tematyce podróżniczej, autor przewodników turystycznych i opracowań naukowych, w szczególności dotyczących terenów dawnych Kresów Wschodnich.

## Publikacje
- Bagna Biebrzańskie. Przewodnik – 1983
- Przez trzy puszcze. Lasy Lipskie – Lasy Janowskie – Puszcza Solska. Szlaki turystyczne – 1984
- Kraina Wielkich Jezior Mazurskich. Przewodnik dla turystów pieszych – 1988
- Mazury Garbate. Przewodnik dla turystów pieszych – 1989
- Suwalski Park Krajobrazowy. Przewodnik przyrodniczo-krajoznawczy – 1989
- Polska Egzotyczna. Przewodnik – 1994
- Polska Egzotyczna. Przewodnik, część druga – 1996
- Ilustrowany przewodnik po zabytkach kultury na Białorusi – 1997
- Ilustrowany przewodnik po zabytkach kultury na Litwie – 1999
- Smak Kresów 1. Wśród jezior i mszarów Wileńszczyzny – 2000
- Smak Kresów 2. Czar Polesia – 2001
- Wołyń. Przewodnik po Ukrainie Zachodniej. Część 1 – 2005
- Podole. Przewodnik po Ukrainie Zachodniej. Część 2 – 2006
- Przewodnik po Ukrainie Zachodniej. Ziemia Lwowska , część 3 – 2007
- Przewodnik po Ukrainie Zachodniej. Lwów, część 4 – 2008
- Ukraińskie Karpaty i Podkarpacie. Część zachodnia. Przewodnik krajoznawczo-historyczny – 2013
- Ukraińskie Karpaty i Podkarpacie. Część wschodnia. Przewodnik krajoznawczo-historyczny – 2014
- Ukraińska Bukowina i Besarabia. Przewodnik – 2016
- Kresowe rezydencje. Zamki, pałace i dwory na dawnych ziemiach wschodnich II RP. Tom 1. Województwo wileńskie – 2017, wyd. 2 2021
- Kresowe rezydencje. Zamki, pałace i dwory na dawnych ziemiach wschodnich II RP. Tom 2. Województwo nowogródzkie – 2021
- Zakarpacie. Przewodnik krajoznawczo-historyczny po Ukrainie Zachodniej – 2022
- Kresowe rezydencje. Zamki, pałace i dwory na dawnych ziemiach wschodnich II RP. Tom 3. Województwo białostockie (część wschodnia) i woj. poleskie – 2022

## Odznaczenia
- Złoty Medal Reipublicae Memoriae Meritum (2023)[1]
- Srebrny Krzyż Zasługi (2023)[2].